# Jüdischer Friedhof (Eitorf)

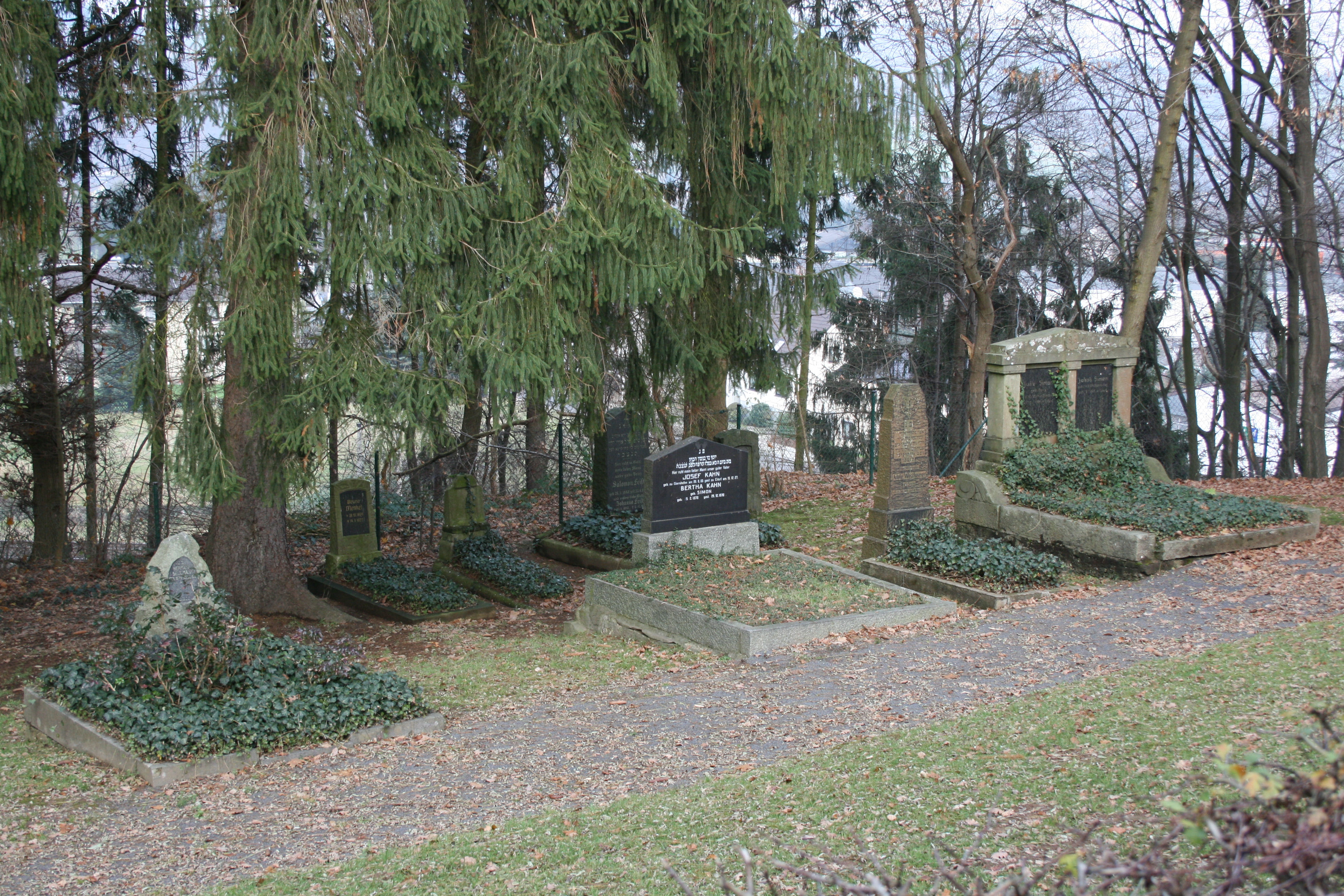
Jüdischer Friedhof in Eitorf

Der Jüdische Friedhof Eitorf ist ein jüdischer Friedhof in Eitorf, einer Gemeinde im Rhein-Sieg-Kreis im südlichen Nordrhein-Westfalen. Im Jahr 1983 wurde der Friedhof Am Ersfeld unter Denkmalschutz gestellt und 1988 in die Liste erhaltenswürdiger historischer Parks aufgenommen. Am 2. November 2008 wurde auf dem Jüdischen Friedhof eine Gedenkstele errichtet.
Die Toten der jüdischen Gemeinde Eitorf wurden zunächst auf dem  jüdischen Friedhof Geistingen beigesetzt. Der jüdische Friedhof in Eitorf wurde 1918 angelegt und von Jakob Simon gestiftet. Der Stifter und seine Frau Julie waren die ersten, die auf dem 920 m² großen Friedhof bestattet wurden. Heute sind noch acht Grabsteine vorhanden.